# Vetor unitário
Um vetor unitário ou versor num espaço vetorial normado é um vetor (mais comumente um vetor espacial) cujo comprimento é 1. Um vetor unitário é muitas vezes denotado com um “circunflexo”, logo: î.
No espaço euclidiano, o produto escalar de dois vetores unitários é simplesmente o cosseno do ângulo entre eles. Isto é devido à fórmula do produto escalar, já que os comprimentos de ambos vetores é 1. Ou seja, se ||v1||=1 e ||v2||=1, o produto escalar dos vetores é, simplesmente, o cosseno do angulo entre os vetores.
{\displaystyle \cos(\theta )={\frac {<v_{1},v_{2}>}{||v_{1}||\cdot ||v_{2}||}}=<v_{1},v_{2}>}
O vetor normalizado û de um vetor não zero u é o vetor unitário codirecional com u, i.e.
{\displaystyle \mathbf {\hat {u}} ={\frac {\mathbf {u} }{||\mathbf {u} ||}}.}
O termo vetor normalizado é algumas vezes utilizado simplesmente como sinônimo para vetor unitário.
Os elementos de uma base são geralmente vetores unitários. Na coordenada cartesiana tridimensional, esses elementos são usualmente i, j e k — vetores unitários nas direções dos eixos x, y e z, respectivamente.
{\displaystyle \mathbf {\hat {i}} ={\begin{bmatrix}1\\0\\0\end{bmatrix}},\,\,\mathbf {\hat {j}} ={\begin{bmatrix}0\\1\\0\end{bmatrix}},\,\,\mathbf {\hat {k}} ={\begin{bmatrix}0\\0\\1\end{bmatrix}}}
Estes nem sempre são escritos com um circunflexo, mas pode ser normalmente assumido que i, j e k são vetores unitários na maioria dos contextos.
Outros sistemas de coordenadas, como coordenada polar ou coordenada esférica utiliza vetores unitários diferentes; suas notações variam.

## O vetor
Cada vetor tem sua propriedade fundamental de informação sobre direção e sentido como algo particular, por isso se quisermos obter um vetor que contenha apenas a informação sobre estas duas propriedades devemos calcular o versor do vetor.
O versor é um vetor unitário que contém a informação relativa espacial das propriedades de direção e sentido, ele pode ser calculado da seguinte forma:
Se {\displaystyle {\vec {u}}} é o versor de {\displaystyle {\vec {v}},} então:
{\displaystyle {\vec {u}}={\frac {\vec {v}}{|{\vec {v}}|}}}
Isto se evidencia por:
{\displaystyle |{\vec {u}}|=\left|{\frac {\vec {v}}{|{\vec {v}}|}}\right|}
{\displaystyle |{\vec {u}}|={\sqrt {\left({\frac {v_{x}}{|{\vec {v}}|}}\right)^{2}+\left({\frac {v_{y}}{|{\vec {v}}|}}\right)^{2}+\left({\frac {v_{z}}{|{\vec {v}}|}}\right)^{2}}}}
{\displaystyle |{\vec {u}}|={\sqrt {\frac {v_{x}^{2}+v_{y}^{2}+v_{z}^{2}}{|{\vec {v}}|^{2}}}}}
{\displaystyle |{\vec {u}}|={\sqrt {\frac {v_{x}^{2}+v_{y}^{2}+v_{z}^{2}}{v_{x}^{2}+v_{y}^{2}+v_{z}^{2}}}}}
{\displaystyle |{\vec {u}}|=1}

### Versores primários
Os versores são úteis para diversas operações , alguns versores específicos têm um papel fundamental para o sistema de coordenadas e para a representação de vetores no espaço. Os versores primários são três vetores especificamente alocados nos eixos, o que nos permite uma forma particular de referenciar vetores num sistema tridimensional, são eles:
- {\displaystyle {\vec {i}}=\langle 1,0,0\rangle }
- {\displaystyle {\vec {j}}=\langle 0,1,0\rangle }
- {\displaystyle {\vec {k}}=\langle 0,0,1\rangle }

Operando os vetores de forma a separar cada componente, podemos dizer que o vetor {\displaystyle {\vec {v}}=\langle v_{x},v_{y},v_{z}\rangle ,} pode ser referenciado e operado na forma:
{\displaystyle {\vec {v}}=v_{x}{\vec {i}}+v_{y}{\vec {j}}+v_{z}{\vec {k}}}
O que é muito conveniente para certas operações algébricas.

## Versor na Física

### Versor tangencial
Em cada ponto de uma trajetória pode definir-se um versor tangencial {\displaystyle {\vec {e}}_{\mathrm {t} },} na direção tangente à trajetória e no sentido do movimento. A figura abaixo mostra o versor tangencial em três pontos A, B e P de uma trajetória.

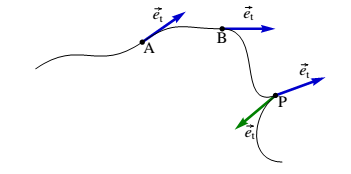
Versor tangencial em três pontos da trajetória.

Observe-se que no ponto P existem dois versores tangenciais. O objeto chega a ponto P deslocando-se para a direita e um pouco para cima, direção essa que é definida pelo versor tangencial em azul na figura acima, ficando em repouso no ponto P; num instante posterior o objeto começa novamente a deslocar-se, agora em direção para a esquerda e para baixo, representada pelo vetor tangencial a verde na figura.
Os únicos pontos da trajetória onde a direção tangente tem uma descontinuidade (dois vetores tangenciais no mesmo ponto), são os pontos em que a velocidade é nula. Nos pontos onde a velocidade não for nula, deverá existir sempre um único versor tangencial {\displaystyle {\vec {e}}_{\mathrm {t} },} que apontará na direção e sentido da velocidade. Isto é, a velocidade pode ser escrita:
{\displaystyle {\vec {v}}=v\,{\vec {e}}_{\mathrm {t} }}
A velocidade {\displaystyle {\vec {v}}} é igual à derivada do vetor posição {\displaystyle {\vec {r}}:}
{\displaystyle {\vec {v}}={\dfrac {\mathrm {d} \,{\vec {r}}}{\mathrm {d} \,t}}}
O vetor posição {\displaystyle {\vec {r}}} não tem de ter nenhuma relação com o versor tangencial, já que {\displaystyle {\vec {r}}} depende do ponto que esteja a ser usado como origem do referencial (ver figura abaixo). 
No entanto, a equação acima garante que, independentemente da escolha do referencial, a derivada de {\displaystyle {\vec {r}}} será sempre o mesmo vetor (velocidade) na direção tangencial.
Se {\displaystyle \Delta \,{\vec {r}}} for o vetor deslocamento durante um intervalo de tempo {\displaystyle \Delta \,t} (figura abaixo), a distância percorrida durante esse intervalo, {\displaystyle \Delta \,s,} é sempre maior ou igual que o módulo de {\displaystyle \Delta \,{\vec {r}}.}
A distância percorrida é medida sobre a trajetória, enquanto que o módulo do deslocamento é medido no segmento de reta entre os pontos inicial e final.
O módulo de {\displaystyle \Delta \,{\vec {r}}} só seria igual a {\displaystyle \Delta \,s} se a trajetória fosse reta, com versor tangencial constante. 
No limite quando {\displaystyle \Delta \,t} for muito pequeno, os dois pontos estarão muito próximos na trajetória e; assim sendo, a direção de {\displaystyle \Delta \,{\vec {r}}} será aproximadamente a mesma direção do versor tangencial e o módulo de {\displaystyle \Delta \,{\vec {r}}} será aproximadamente igual a {\displaystyle \Delta \,s.} A derivada do vetor posição será então,
{\displaystyle {\dfrac {\mathrm {d} \,{\vec {r}}}{\mathrm {d} \,t}}=\lim _{\Delta \,t\rightarrow 0}\;{\frac {\Delta \,{\vec {r}}}{\Delta \,t}}=\lim _{\Delta \,t\rightarrow 0}\;{\frac {\Delta \,s}{\Delta \,t}}\;{\vec {e}}_{\mathrm {t} }={\dfrac {\mathrm {d} \,s}{\mathrm {d} \,t}}\,{\vec {e}}_{\mathrm {t} }}

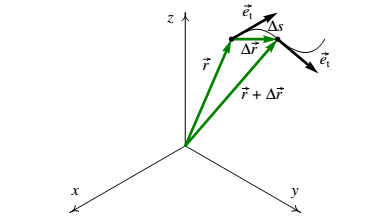
Deslocamento vetorial entre dois pontos nas posições e

E, substituindo na equação   {\displaystyle {\vec {v}}={\dfrac {\mathrm {d} \,{\vec {r}}}{\mathrm {d} \,t}},} obtém-se:
{\displaystyle {\vec {v}}={\dot {s}}\,{\vec {e}}_{\mathrm {t} }}
O valor da velocidade, em qualquer movimento, é sempre igual à derivada da distância percorrida, {\displaystyle s,} em ordem ao tempo, já que {\displaystyle {\dot {s}}} não é apenas uma componente da velocidade mas sim o valor da velocidade.

### Versor normal
A aceleração {\displaystyle {\vec {a}}} é igual à derivada da velocidade em ordem ao tempo e, como tal, obtém-se derivando o lado direito da equação, 
{\displaystyle {\vec {v}}={\dot {s}}\,{\vec {e}}_{\mathrm {t} }}
,temos :
{\displaystyle {\vec {a}}={\dfrac {\mathrm {d} \,{\vec {v}}}{\mathrm {d} \,t}}={\ddot {s}}\;{\vec {e}}_{\mathrm {t} }+{\dot {s}}\,{\dfrac {\mathrm {d} \,{\vec {e}}_{\mathrm {t} }}{\mathrm {d} \,t}}}

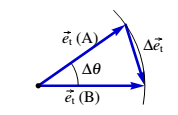
Variação do versor tangencial

Observe-se que a derivada do vetor tangencial não é nula, porque esse vetor não é necessariamente igual em diferentes instantes. A figura ao lado, mostra como calcular a derivada de {\displaystyle {\vec {e}}_{\mathrm {t} }.}
Deslocando os dois versores tangenciais dos pontos A e B da primeira figura para um ponto comum, o aumento de {\displaystyle {\vec {e}}_{\mathrm {t} }} no intervalo desde A até B é o vetor {\displaystyle \Delta \,{\vec {e}}_{\mathrm {t} }} que une os dois vetores.
Sendo o módulo de {\displaystyle {\vec {e}}_{\mathrm {t} }} igual a 1, os dois versores {\displaystyle {\vec {e}}_{\mathrm {t} }} na figura acima descrevem um arco de círculo com raio 1 e ângulo {\displaystyle \Delta \,\theta .}
Se o ângulo for medido em radianos, o comprimento desse arco será igual a {\displaystyle \Delta \,\theta .}
Se o intervalo de tempo {\displaystyle \Delta \,t} for aproximadamente zero,  os dois pontos considerados, A e B, estarão muito próximos na trajetória, o vetor {\displaystyle \Delta \,{\vec {e}}_{\mathrm {t} }} será perpendicular à trajetória e o seu módulo será aproximadamente igual ao arco de círculo {\displaystyle \Delta \,\theta ;} conclui-se que a derivada de {\displaystyle {\vec {e}}_{\mathrm {t} }} é:
{\displaystyle {\dfrac {\mathrm {d} \,{\vec {e}}_{\mathrm {t} }}{\mathrm {d} \,t}}=\lim _{\Delta \,t\rightarrow 0}\;{\frac {\Delta \,{\vec {e}}_{\mathrm {t} }}{\Delta \,t}}=\lim _{\Delta \,t\rightarrow 0}\;{\frac {\Delta \,\theta }{\Delta \,t}}\;{\vec {e}}_{\mathrm {n} }={\dot {\theta }}\,{\vec {e}}_{\mathrm {n} }}
Em que {\displaystyle {\vec {e}}_{\mathrm {n} }} é o {versor normal}, perpendicular à trajetória, e 
{\displaystyle {\dot {\theta }}} representa o valor da {velocidade angular}. 
Substituindo essa derivada na equação ...
{\displaystyle {\vec {a}}={\dfrac {\mathrm {d} \,{\vec {v}}}{\mathrm {d} \,t}}={\ddot {s}}\;{\vec {e}}_{\mathrm {t} }+{\dot {s}}\,{\dfrac {\mathrm {d} \,{\vec {e}}_{\mathrm {t} }}{\mathrm {d} \,t}}}
, obtém-se a expressão para a aceleração:
{\displaystyle {\ddot {s}}\;{\vec {e}}_{\mathrm {t} }+{\dot {s}}\,{\dot {\theta }}\;{\vec {e}}_{\mathrm {n} }}
Concluindo, a aceleração tem uma componente tangencial à trajetória e uma componente normal (perpendicular) à trajetória. 
A componente tangencial da aceleração tangencial, {\displaystyle a_{\mathrm {t} }={\ddot {s}},} é a aceleração segundo a trajetória. 
A componente normal da {aceleração normal} é igual ao produto do valor da velocidade {\displaystyle {\dot {s}}} pelo valor da velocidade angular {\displaystyle {\dot {\theta }}:}
{\displaystyle a_{\mathrm {n} }={\dot {s}}\,{\dot {\theta }}}
Tendo em conta que os versores {\displaystyle {\vec {e}}_{\mathrm {t} }} e {\displaystyle {\vec {e}}_{\mathrm {n} }} são perpendiculares em todos os pontos da trajetória, a equação acima implica que o valor da aceleração, {\displaystyle a,} será a hipotenusa de um triângulo retângulo em que os catetos são as componentes tangencial e normal da aceleração; o teorema de Pitágoras para esse triângulo é então,
{\displaystyle a^{2}=a_{\mathrm {t} }^{2}+a_{\mathrm {n} }^{2}}

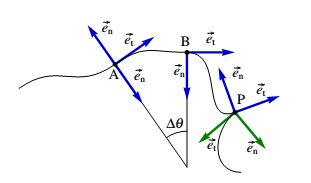
Versores tangencial e normal em alguns pontos da trajetória

O ângulo de rotação do versor tangencial, {\displaystyle \Delta \,\theta ,} é também igual ao ângulo de rotação do versor normal {\displaystyle {\vec {e}}_{\mathrm {n} }.}
A figura acima mostra os versores normais nos mesmos pontos A e B da trajetória na figura inicial da secção (versor).
Repare que no ponto A existem dois versores normais, com a mesma direção mas sentidos opostos, porque a trajetória curva-se para cima antes do ponto A, mas a partir do ponto A começa a curvar-se para baixo. Esse tipo de ponto, onde o sentido da curvatura muda, denomina-se ponto de inflexão.
No ponto P (figura acima) existem duas direções normais, porque, conforme referido na secção anterior, existem dois versores tangenciais. Em qualquer ponto o versor normal aponta no sentido em que a trajetória se curva, excepto no caso de uma trajetória retilínea, em que existem infinitos versores perpendiculares ao versor tangencial {\displaystyle {\vec {e}}_{\mathrm {t} }.}

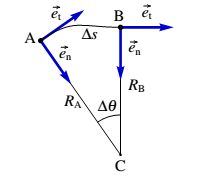
Raio de curvatura.

A figura ao lado mostra o versor normal no início e no fim do percurso entre os pontos A (instante {\displaystyle t_{0}}) e B (instante {\displaystyle t_{0}+\Delta \,t}) correspondente ao movimento da figura anterior. 
As direções dos dois versores normais cruzam-se num ponto comum C. As distâncias desde C até os pontos A e B são diferentes ({\displaystyle R_{\mathrm {A} }} e {\displaystyle R_{\mathrm {B} }}), mas 
serão iguais no limite {\displaystyle \Delta \,t\rightarrow 0,} em que o ponto C aproxima-se do centro de curvatura da curva. 
A distância desde o centro de curvatura num instante e o ponto da trajetória, nesse mesmo instante, é o raio de curvatura, {\displaystyle R,} da trajetória.
Em cada ponto da trajetória existe um centro e um raio de curvatura. Cada percurso infinitesimal de comprimento {\displaystyle \mathrm {d} \,s} pode ser aproximado por um arco 
de circunferência de raio {\displaystyle R} e ângulo {\displaystyle \mathrm {d} \,\theta ;}
a distância percorrida é o comprimento desse arco :
{\displaystyle \mathrm {d} \,s=R\,\mathrm {d} \,\theta }
Assim sendo, conclui-se que o valor da velocidade angular é:
{\displaystyle {\dot {\theta }}=\lim _{\Delta \,t\rightarrow 0}\;{\dfrac {\Delta \,\theta }{\Delta \,t}}=\lim _{\Delta \,t\rightarrow 0}\;{\dfrac {\Delta \,s}{R\,\Delta \,t}}={\dfrac {\dot {s}}{R}}}
Ou seja, em cada ponto da trajetória o valor da velocidade angular {\displaystyle {\dot {\theta }}} é igual ao valor da velocidade, {\displaystyle {\dot {s}},} dividida pelo raio de curvatura {\displaystyle R} nesse ponto.
Usando este resultado, a componente normal da aceleração, {\displaystyle a_{\mathrm {n} },} pode ser escrita do modo seguinte:
{\displaystyle a_{\mathrm {n} }={\dfrac {v^{2}}{R}}}
O versor normal e a componente normal da aceleração, apontam sempre no sentido do centro de curvatura. Como tal, a componente normal da aceleração, {\displaystyle a_{\mathrm {n} },} é chamada habitualmente{aceleração centrípeta}.

## Aplicação na mecânica dos fluídos
Em mecânica de fluídos, o fluxo de massa fluida escoando por uma superfície S que limita um volume arbitrário no espaço é dado por: 
{\displaystyle \int \int (pv)*ndS}
onde ρ é a densidade do fluido, v é a velocidade com que as partículas de fluido atravessam a superfície e dS uma medida (a menos do rigor matemático). Notavelmente, n  pode ser substituído por uma relação entre inclinações determinadas por produto vetorial de vetores tangentes em relação a superfície S.

O exemplo do fluxo de massa é apenas um que leva em conta uma das muitas integrais nas quais n tem um papel fundamental. Outros exemplos onde ele figura são: Teorema da Divergência (comumente cunhado como Teorema de Gauss), Teorema do Transporte (de Leibnitz, ou Reynolds), tensor hidrostático, Teorema de Young-Laplace da tensão superficial. 